# 5-ka Listy Przebojów Trójki
5-ka Listy Przebojów Trójki – składanka, wydana w roku 1987 przez Wifon, zawierająca utwory z Listy Przebojów Programu Trzeciego. Wydana z okazji 5-lecia istnienia audycji.

Udało się! Trzymają Państwo w ręku płytę, która jest historią pięciu lat Listy Przebojów Programu III-ego. Przyznaję, że gdy 24.IV.1982 roku zasiadłem przed mikrofonem, aby przedstawić pierwsze wydanie „naszej” listy, nie przypuszczałem, że „uda nam się” zrobić 250 wydań w 5 lat! Nie licząc „dinozaura” - Listy Przebojów Rozgłośni Harcerskiej, jesteśmy jedyną radiową listą przebojów, która tak długo przetrwała. Miała być tylko radiową zabawą, kolejną audycją muzyczną, stała się chyba nawet wyrocznią i drogowskazem. Miała i ma wzloty i upadki. Lansuje przeboje wspaniałe i kicze. Jak każda inna na świecie. Będzie się pojawiała na antenie tak długo, jak długo będą przychodziły głosy od Państwa. Wszak jest listą Słuchaczy Programu III-ego i tylko Oni decydują o jej jakości, popularności oraz istnieniu. Szkoda, że na płycie mogły znaleźć się tylko te utwory, których w takim wydawnictwie zabraknąć nie mogło. Mam nadzieję, że przypomną Państwu najwspanialsze czasy tej audycji. Dziękuję Państwu za wiele wspaniałych chwil mojej pracy radiowej, jakie dzięki „naszej” liście przeżyłem. Życzę miłego słuchania.

Marek Niedźwiecki, opis na tylnej okładce płyty

## Lista utworów
Strona A:
1. Perfect - „Autobiografia” (4:33)
2. Maanam - „Kocham cię kochanie moje” (4:52)
3. Aya RL - „Ściana” (5:15) (na Liście jako: „Nasza ściana”)
4. TSA - „51” (5:49)

Strona B:
1. Republika - „Obcy astronom” (5:15)
2. Lombard - „Stan gotowości” (4:50)
3. Kombi - „Słodkiego, miłego życia” (4:45)
4. Tilt - „Rzeka miłości, morze radości, ocean szczęścia” (4:03)